# 大陵三
大陵三，即英仙座ι（ι Persei），是一颗位于英仙座的恒星，距离地球约34光年。
大陵三是一颗G0V型主序星，半径和质量比太阳稍大。它具有高自行，相对于太阳移动的速率为92千米/秒。目前并没有发现大陵三拥有伴星。从地球看过去在它附近有颗12等的恒星，但相信和大陵三没有任何引力联系。